# Eszter (Biblia)
Eszter  (héberül:  אֶסְתֵּר) bibliai személy, történetét az Ószövetségben Eszter könyve meséli el.

## Története
Zsidó származású lány, aki a Perzsa Birodalom fővárosában, Szúzában élt gyámjával és unokabátyjával, Márdokeussal. Amikor Ahasvérus király (egyesek I. Xerxész perzsa uralkodóval azonosítják őt, mások vitatják ezt) eltaszította feleségét és a birodalom legszebb lányai közül akart feleséget választani, Eszter is a jelöltek közé került, akik 1 év felkészítés után kerültek a király elé. Ahasvérus végül Esztert választotta ki királynévá.
A királyi udvarban volt egy nagy hatalmú ember, Hámán, aki minden tisztviselőnek és alattvalónak megparancsolta, hogy térdre borulva hódoljon előtte. Mikor erre a zsidó származású Márdokeus nem volt hajlandó (aki Hámán tudtán kívül Eszter unokabátyja volt), Hámán igen megharagudva elhatározta, hogy a birodalomban megsemmisíti az összes zsidót. Rábeszélte az uralkodót, hogy bocsásson ki erre rendeletet, hogy egy meghatározott napon a birodalomban élő valamennyi zsidót pusztítsák el. Ahasvérus király szentesítette is a rendeletet, amelyet a méd és perzsa törvények értelmében később nem lehetett megváltoztatni vagy visszavonni. Márdokeus amikor tudomást szerzett erről a rendeletről, rábeszélte Esztert, hogy élete kockáztatásával, hívatlanul jelenjen meg a király előtt. Eszter ezt meg is tette, és vacsorára híva a királyt és Hámánt, elmondta az uralkodónak, hogy ő is zsidó származású és felfedte előtte Hámán aljas szándékait. Erre az uralkodó haragra gerjedve megparancsolta hogy Hámánt akasszák fel arra a bitófára, amelyet ő (Hámán) csináltatott Márdokeus számára. Majd Eszter kieszközölte a királynál azt az engedélyt, hogy a meghatározott napon a zsidók a saját védelmükre fegyvert foghassanak. Így végül nem a zsidók pusztultak el, hanem ők pusztították el az ellenségeiket, akik halálukat akarták.
A vallásos zsidók a szabadulásuknak erről az eseményéről a mai napig az évenkénti purim ünnepén emlékeznek meg, amelyet a Táánít Eszter, vagyis  Eszter böjtje nevű böjtnap előz meg.